# Gute Dienste
Mit dem Begriff Gute Dienste (französisch bons offices, lateinisch bona officia) werden im Bereich des Völkerrechts und der internationalen Beziehungen diplomatische und humanitäre Initiativen eines Drittlandes oder einer anderen neutralen Institution bezeichnet, deren Ziel die Beilegung eines internationalen Konfliktes zwischen verschiedenen Ländern oder dessen Überbrückung sowie die Verminderung der konfliktbedingten Folgen ist. Dies umfasst in Bezug auf die Konfliktlösung insbesondere Bemühungen zur Schlichtung und Vermittlung. Während eines laufenden Konflikts zählt zu den Guten Diensten beispielsweise das Auftreten eines Drittlandes als Schutzmacht zur Aufrechterhaltung der Kontakte zwischen Konfliktparteien, die keine direkten diplomatischen Beziehungen miteinander unterhalten, sowie die Leistung humanitärer Hilfe.
Die Erbringung Guter Dienste kann entweder auf einem freiwilligen Angebot eines Landes oder einer Institution beruhen oder auf Ersuchen der Konfliktparteien erfolgen. Herausragend im Bereich der Guten Dienste sind Länder mit langjähriger Tradition und Reputation hinsichtlich ihrer Neutralität, wie beispielsweise die Schweiz. Die Vereinten Nationen als internationale Organisation spielen seit ihrer Gründung ebenfalls eine wesentliche Rolle. Private Organisationen mit entsprechenden Aktivitäten sind unter anderem das Internationale Komitee vom Roten Kreuz (IKRK) oder das in der Schweizer Stadt Genf ansässige Zentrum für humanitären Dialog.